# Roberto Rebora
Roberto Rebora (Milano, 25 gennaio 1910 – Milano, 29 febbraio 1992) è stato un poeta, traduttore e critico teatrale italiano.

## Biografia
Nipote del famoso scrittore Clemente Rebora, cominciò molto presto ad interessarsi di letteratura e nel 1940 pubblicò la sua prima raccolta, Misure, edita da Guanda. Dopo l'8 settembre, soffrì momenti difficili: venne internato a Wietzendorf, in un lager tedesco, dove divise la prigionia insieme a Giovannino Guareschi, Giuseppe Lazzati ed Enzo Paci. Dopo questa drammatica esperienza tornerà a scrivere e a pubblicare: nel 1950 uscì la silloge Dieci anni.
Venne inserito da Luciano Anceschi nell'antologia di poesia contemporanea, Linea lombarda (Edizioni Magenta, 1952) ma Rebora sfuggirà sempre a qualsiasi tentativo di classificazione, distinguendosi per uno stile assolutamente peculiare in cui emerge un lirismo cristallino, profondamente legato al quotidiano da cui però riesce ad ergersi con sottile verticalità. Dopo molti anni di silenzio, nel 1965 tornò in libreria con la raccolta Il verbo essere, stavolta per Scheiwiller, che diventerà l'editore esclusivo della sua poesia.
Attivo a lungo anche nella traduzione, realizzò versioni italiane dei grandi del teatro (Beckett) e della narrativa (Gide), scrivendo anche opere come saggista. In qualità di critico teatrale collaborò con importanti riviste, come Sipario, Rivista Italiana di Drammaturgia e Corriere del Ticino. Nella stagione 1961-62, insieme a Paolo Grassi e Ruggero Jacobbi, diresse la Scuola d'arte drammatica di Milano. Fu inoltre magazziniere, pubblicitario e impiegato dell'associazione librai.
Nell'agosto 1991, dopo l'intervento di eminenti personalità della letteratura come Paolo Volponi, gli venne assegnato il vitalizio previsto dalla Legge Bacchelli, a causa del suo stato di indigenza. Morì nel febbraio 1992. Sulle pagine del Corriere della Sera, il critico Carlo Bo, che definiva Rebora "il più puro dei poeti di questo secolo", gli dedicò queste affezionate parole: "Ha seguito il suo itinerario interiore senza confondersi mai con nessun gruppo o con qualche scuola, legato all'idea di verità che ha servito pagandone fino in fondo il peso e la fatica".

## Opere

### Poesia
- Misure (Guanda, Parma, 1940)
- Dieci anni (Edizioni del Piccolo Teatro, Milano, 1950)
- Il verbo essere (Scheiwiller, Milano, 1965)
- Non altro (Scheiwiller, Milano, 1977)
- Per il momento (Scheiwiller, Milano, 1983)
- Parole cose (Scheiwiller, Milano, 1987)
- Non ancora (Scheiwiller, Milano, 1989)
- Fra poco (Scheiwiller, Milano, 1991)

Postume
- Della voce umana e poesie inedite (Interlinea, Novara, 1998)
- Poesie (1932-1991), a cura di Amedeo Anelli (Mimesis, Sesto San Giovanni, 2021)

### Traduzioni
- François Mauriac, Blaise Pascal e la sorella Jacqueline (Bompiani, Torino, 1949)
- François Billetdoux, Si va da Torpe (Einaudi, Torino, 1963)
- Jacques Nobécourt, Il caso Rodern (Bompiani, Torino, 1963)
- André Gide, L'immoralista e La porta stretta (Sansoni, Firenze, 1967), insieme a Emilio e Maria Castellani
- Samuel Beckett, Teatro: Aspettando Godot, Finale di partita, L'ultimo nastro di Krapp, Giorni felici (Mondadori, Milano, 1976)
- Tatiana Tolstoj, Anni con mio padre (Garzanti, Milano, 1978)